# 지지역 (이시카와현)
지지역(일본어: 千路駅)은 일본 이시카와현 하쿠이시에 위치한 서일본 여객철도 나나오 선의 철도역이다. 단선 승강장 1면 1선의 구조를 갖춘 지상역이다.

## 이용 현황
| 승차 인원 추이 | 승차 인원 추이 |
| 연도           | 1일 평균       |
| -------------- | -------------- |
| 2002           | 137            |
| 2003           | 139            |
| 2004           | 128            |
| 2005           | 124            |
| 2006           | 124            |
| 2007           | 120            |
| 2008           | 120            |
| 2009           | 110            |
| 2010           | 115            |
| 2011           | 113            |

## 역 주변
- 국도 제249호선

## 역사
- 1898년 4월 24일 : 나나오 철도 쓰바타 가정거장 - 나나오 역 - 지타신 역 간 개통과 동시에 개업. 여객 및 화물 취급 개시.
- 1907년 7월 1일 : 나나오 철도가 철도 국유법에 의해 국유화. 일본 제국 철도청의 역이 됨.
- 1909년 10월 12일 : 선로 명칭 제정. 나나오 선의 역이 됨.
- 1960년 4월 1일 : 화물 취급 폐지.
- 1972년 3월 15일 : 무인역화.
- 1987년 4월 1일 : 일본국유철도 분할 민영화에 의해, 서일본 여객철도가 승계.

## 인접 역
| 서일본 여객철도 ■ 나나오 선   | 서일본 여객철도 ■ 나나오 선 | 서일본 여객철도 ■ 나나오 선 |
| ----------------------------- | --------------------------- | --------------------------- |
| 하쿠이 가나자와 · 쓰바타 방면 | 나나오 선                   | 가네마루 와쿠라온센 방면    |